# Albuca glandulosa
Albuca glandulosa är en sparrisväxtart som beskrevs av John Gilbert Baker. Albuca glandulosa ingår i släktet Albuca och familjen sparrisväxter. Inga underarter finns listade i Catalogue of Life.